# Abu Iacube Iúçufe Anácer
Abu Iacube Iúçufe Anácer (em árabe: أَبُو يُوسُف يَعقُوب النَاصِر; romaniz.: Abū Yaʿqūb Yūsuf an-Nasr) foi o sultão do Império Merínida (no atual Marrocos) de 20 de março de 1286 até 10 de maio de 1307. Dedicou boa parte de seu reinado lidando com revoltas no Magrebe e no combate aos ziânidas do Reino de Tremecém.

## Vida

### Ascensão e política doméstica
Abu Iacube Iúçufe Anácer era filho do sultão Abu Iúçufe Iacube (r. 1258–1286) e de sua esposa Lala Um Aliz binte Maomé Alaui. Sabe-se que, em data incerta, desposou Aixa binte Malhal Alculti e teve cinco filhos, Abu Arrabi Solimão, Abu Tabite Amir, Abu Salim, Abu Amir e Abuçaíde Otomão II. No final de 1283, ajudou seu pai a se reaproximar do sultão granadino Maomé II (r. 1273–1302) após alguns anos de desentendimento entre eles. Em 1286, Abu Iúçufe Iacube faleceu e Anácer o sucedeu como sultão em Fez em 20 de março. Ao contrário de seu pai que foi por anos atuante nas guerras contra a Coroa de Castela no Alandalus com apoio do Reino Nacérida, o novo sultão merínida ocupou boa parte de seu reinado lidando com rebeliões internas no Magrebe e guerreando com o Reino de Tremecém dos ziânidas, particularmente pela tradicional disputa pelo controle das rotas do comércio transaariano.
Outro motivo para dar prioridade à situação doméstica do Império Merínida foi o recebimento, nesse período, da juramento de lealdade (baia) dos xarifes de Meca, o que colocava a posição do sultão em pé de igualdade com os sultões do Reino Haféssida. A partir do reinado de Abu Zacaria Iáia (r. 1228–1249), utilizavam o título califal de miralmuminim, e então chamar-se-iam califas; Desde Abu Iáia Abu Becre (r. 1244–1258), os merínidas agiam em nome dos haféssidas, conquistando territórios do débil Califado Almóada e administrando nominalmente pelos sultões de Túnis. Com o reconhecimento dos xarifes, podiam confrontá-lo pela supremacia do Magrebe. Em 1288, ofereceu terras aos Banu Asquilula no norte da África, com o clã aceitando a oferta e emigrando em massa do território granadino.  No mesmo ano, sob o título de califa (sucessor), o sultão nomeou seu filho Abu Amir como governador de Marraquexe, mas por influência dos habitantes da cidade, ele rebelou-se contra seu pai. Em 1290, Anácer iniciou um cerco infrutífero de seis meses contra Tremecém. Até 1299, realizou três outros ataques contra Tremecém, que culminaram num prolongado cerco final que se arrastou até 1307.

### Conflitos no Alandalus

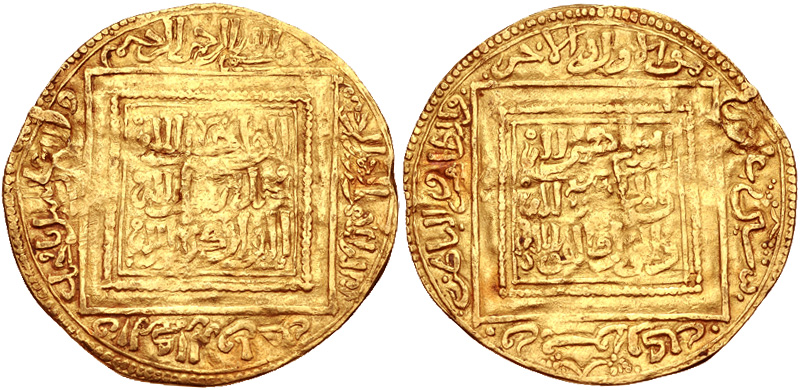
Dinar de ouro de Abu Iáia Abu Becre r.

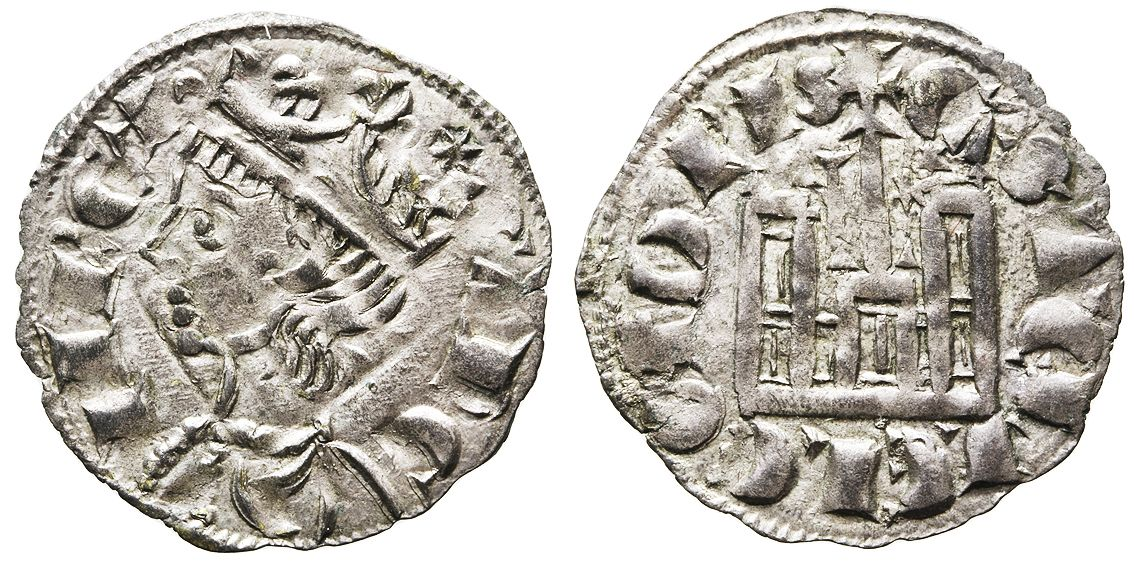
Cornado de bilhão de r.

Os merínidas mantiveram postos avançados na Península Ibérica, incluindo Tarifa, uma importante cidade portuária no Estreito de Gibraltar. Em 1290, o sultão granadino Maomé II chegou a um acordo com rei castelhano Sancho IV (r. 1284–1295) e o sultão de Tremecém Abuçaíde Otomão I (r. 1283–1303). Castela atacaria a cidade, Granada atacaria outras posses merínidas e Tremecém abriria hostilidades contra eles no norte da África. Segundo o acordo, Castela entregaria Tarifa ao Reino Nacérida em troca de seis fortalezas na fronteira. Em novembro e dezembro de 1291, Jaime II de Aragão (r. 1285–1295) conheceu o rei castelhano e concordou em juntar-se à guerra contra os merínidas. Em outubro de 1292, Castela, com a ajuda da marinha de Aragão e abastecida por Granada, conseguiu tomar Tarifa. Também tomou as seis fortalezas fronteiriças de Granada, conforme combinado, mas se recusou a ceder Tarifa, mesmo depois que Maomé encontrou-se com Sancho em Córdova, em dezembro. Granada, sentindo-se enganada, virou-se aos merínidas. O sultão viajou ao Magrebe e conheceu Abu Iacube em Tânger no dia 24 de outubro, levando muitos presentes e pedindo amizade e perdão. Ambos os monarcas concordaram numa aliança contra Castela.
Em 1294, merínidas e nacéridas sem sucesso sitiaram Tarifa. A cidade nunca mais estaria em mãos muçulmanas. Após esse fracasso, os merínidas decidiram se retirar ao Magrebe. Os merínidas entraram no novo conflito contra Castela em apoio a Granada e derrotaram os castelhanos numa grande batalha perto de Sevilha em maio ou junho de 1299; eles então sitiaram Tarifa. Castela renovou a oferta de render a cidade em troca duma aliança com Granada, mas isso foi novamente frustrado pela recusa de Afonso Peres de Gusmão em cumprir. A guerra continuou e o sultão nacérida tomou mais fortalezas na fronteira, incluindo Alcaudete, em junho de 1299, e invadiu cidades castelhanas, como Xaém e Andújar. Anos depois, Maomé III (r. 1302–1309), sucessor de Maomé II, continuou a guerra de seu pai contra Castela, a aliança com Aragão e os merínidas e o apoio a Afonso de la Cerda, um pretendente ao trono castelhano. Ele enviou uma embaixada ao sultão merínida liderado por seu vizir Abu Sultão Aziz ibne Almunim Adani, e emprestou ao sultão - então sitiando os ziânidas em Tremecém - um contingente de arqueiros granadinos que estavam familiarizados com a guerra de cerco. Em 11 de abril, escreveu a Jaime II informando o rei aragonês da morte de seu pai e afirmando sua amizade com Jaime II e Afonso de la Cerda. Na frente castelhana, as tropas granadinas comandadas por Hamu ibne Abdalaque ibne Rau tomaram Bedmar, perto de Xaém, bem como os castelos vizinhos duas semanas após a ascensão de Maomé III. Após a conquista, enviou a esposa do alcaide da cidade, Maria Gimenes, ao sultão merínida.

### Invasão nacérida e morte

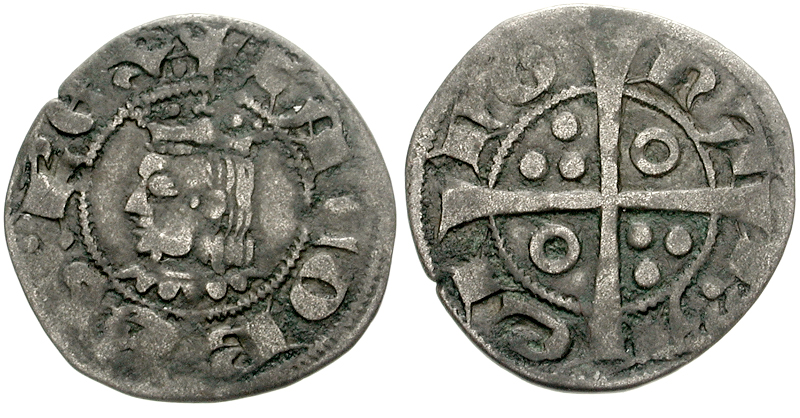
Dinheiro de bilhão de Jaime II de Aragão r.

Reino Nacérida de Granada em 1306

Em agosto de 1303, Castela e Granada concluíram um tratado em Córdova que duraria três anos. Em 1304, Aragão também concluiu sua guerra com Castela (pelo Tratado de Torrelhas) e concordou com o tratado granadino-castelhano, criando assim a paz entre os três reinos e deixando os merínidas isolados. Os merínidas se ofenderam pela aliança tripartida. Aragão, enquanto fazia parte da aliança, temia que as fortes relações Castela-Granada significassem que o bloco poderia estabelecer um estrangulamento no estreito e devastar o comércio aragonês. O rei aragonês Jaime II enviou um emissário, Bernardo de Sarriá, ao sultão Anácer para negociações — embora, no final das contas, não tenham tido sucesso. Aproveitando a paz com as potências cristãs, Granada tentou sua expansão para Ceuta, no lado norte-africano do Estreito de Gibraltar. A luta pelo controle do Estreito, que controlava a passagem entre a Península Ibérica e o Norte da África, foi tema recorrente nas relações exteriores de Granada - envolvendo Castela e os merínidas - até meados do século XIV. Em 1304, os habitantes de Ceuta declararam independência dos merínidas, liderados por seus senhores azáfidas. Agentes granadinos como Abuçaíde Faraje, governador de Málaga e cunhado de Maomé III, encorajaram a rebelião. Anácer estava ocupado numa guerra contra os ziânidas de Tremecém e, portanto, foi incapaz de tomar qualquer ação enérgica. Em maio de 1306, Granada enviou uma frota para capturar Ceuta, enviando seus líderes azáfidas para Granada e declarando Maomé III o senhor supremo da cidade. Suas forças também desembarcaram nos portos merínidas de Alcácer-Ceguer, Larache e Arzila e ocuparam esses portos do Atlântico. Ao mesmo tempo, um príncipe merínida dissidente, Abuçaíde Otomão ibne Abi Alulá, declarou uma rebelião, conquistou uma área montanhosa no norte de Marrocos e aliou-se a Granada. Anácer foi assassinado em 10 de maio de 1307 e foi sucedido por seu filho Abu Tabite Amir. Abuçaíde Otomão respondeu declarando-se sultão em maio ou junho, enquanto Abu Tabite terminou o cerco de seu pai contra Tremecém e retornou ao Marrocos com suas tropas.